# 최태응
최태응(崔泰應, 1916∼1998.8.9)은 한국의 소설가이다. 대표작으로 "바보 용칠이" 등이 있다.

## 생애
최태응(崔泰應)은 1916년 황해도 은율군 장연읍 동부동에서 태어났다. 경성제국대학 예과에 입학, 1932년 성대 예과 사건(城大豫科事件)으로 정학 처분을 당하고 도일, 니혼대학에 수학 중 귀국했다. 1941년 니혼대학 문과를 수료하고, 일제말에는 고향의 사립 중여학교(重與學校)에서 교편을 잡았다. 1945년 10월 월남하였고, 6.25 때 대구로 피난하여 거기에 정착했다.
1939년 '《문장》(文章)'지에 '바보 용칠이' 등을 발표하며 등단했고, 1979년 미국으로 이민했다가 1998년 8월 9일 작고했다.
최태응은 화가 이중섭(李仲燮, 1916~1956)과 절친했던 사이로, 이중섭은 그의 집에 몇달씩 머물기도 했다고 한다. 당시 이중섭이 스케치한 그림 몇 점을 그의 딸인 시조시인 최은희가 최근 부친의 유품을 정리하다 발견하여 국립현대미술관에 기증하였다.

## 주요 작품
- 바보 용칠이 (문장, 1939)
- 전후파 (정음사,1953)
- 샌프란시스코는 비 (1985)